# Aloe reticulata
Aloe reticulata é uma espécie de liliopsida do gênero Aloe, pertencente à família Asphodelaceae.